# Эль-Корди, Мохаб
Мохаб Эль-Корди (род. 21 марта 1997 года) — египетский прыгун в воду, серебряный призёр летних юношеских Олимпийских игр 2014 года в миксте, участник чемпионата мира 2015 года.

## Спортивная биография
В 2014 году Мохаб Эль-Корди принял участие во вторых летних юношеских Олимпийских играх в китайском Нанкине, куда он отобрался по итогам квалификационного турнира. В индивидуальных прыжках с 10-метровой вышки египетский спортсмен шёл в середине таблицы, но грубая ошибка, допущенная в четвёртом прыжке отбросила его на последние места. По итогам соревнований Эль-Корди занял 11-е место. Также Мохаб выступил в смешанных прыжках в паре с хозяйкой соревнований китаянкой У Шэнпэн. Египетско-китайская пара была близка к победе, но после серии из 6-ти прыжков они стали только вторыми. Эль-Корди и У Шэнпэн отстали от дуэта победителей, в состав которого входила серебряная медалистка Олимпийских игр в Лондоне мексиканка Алехандра Ороско, на 4,60 балла.
Летом 2015 года Эль-Корди в составе взрослой сборной Египта выступил на чемпионате мира в Казани. На мировом первенстве Мохабм выступил практически во всех дисциплинах. На 3-метровом трамплине Эль-Корди показал результат, равный 320,25 балла, что позволило ему занять лишь 47-е место. В прыжках с 10-метровой платформы результат египтянина оказался значительно слабее. За 6 прыжков ему удалось набрать сумму 276,90 балла, с которой он показал 46-й результат. В миксте и в командных соревнованиях партнёршей Эль-Корди стала Маха Абдельсалам, однако оба раза египетский дуэт оказался последним в турнирной таблице.
В октябре 2015 года было объявлено, что чемпионат Африки по прыжкам в воду не будет проводиться. А поскольку он должен был стать отборочным турниром к летним Олимпийским играм 2016 года, то было принято решение, что обладателями одной путёвки в каждой дисциплины станут африканские спортсмены, показавшие наилучший результат на чемпионате мира. Таким образом Эль-Корди, ставший лучшим среди африканцев в прыжках с трёхметрового трамплина, принёс Египта олимпийскую лицензию.